# Lagarozoum profundum
Lagarozoum profundum is een mosdiertjessoort uit de familie van de Aspidostomatidae. De wetenschappelijke naam van de soort is voor het eerst geldig gepubliceerd in 1926 door Harmer.